# والتر بارنز
والتر بارنز (بالإنجليزية: Walter Barnes)‏ هو موزع أمريكي، ولد في 8 يوليو 1905 في فيكسبيرغ في الولايات المتحدة، وتوفي في 23 أبريل 1940 في ناتشيز في الولايات المتحدة.

## وصلات خارجية
- والتر بارنز على موقع ميوزك برينز (الإنجليزية)
- والتر بارنز على موقع أول ميوزيك (الإنجليزية)